# División Élite STOK
La División Élite STOK es la cuarta liga de fútbol más importante de Chipre por encima de las ligas regionales y por debajo de la Tercera División de Chipre, y es organizada por la Federación STOK y la Asociación de Fútbol de Chipre.

## Historia
La liga fue creada en el año 2015 para tomar el lugar de la Cuarta División de Chipre como la liga de cuarta división del país y tuvo su temporada inaugural en 2015/16.
En la liga participan 14 equipos y se juega bajo el formato de todos contra todos a dos vueltas, totalizando 26 partidos. Los tres primeros lugares en cada temporada logran el ascenso a la Tercera División de Chipre, mientras que los cuatro peores equipos de cada temporada descienden a las divisiones regionales.

## Equipos 2019/20
| - Amathus Ayiou Tychona - APEA Akrotiriou - ASPIS Pylas - Atlas Aglandjias - Doxa Paliometochou - Elpida Astromeriti - Finikas Ayias Marinas Chrysochous | - Frenaros FC - Kornos FC - Kouris Erimis - Lenas Limassol - Onisilos Sotira - Koloni Geroskipou - Spartakos Kitiou |

## Ediciones anteriores
| Temporada | Campeón                      |
| --------- | ---------------------------- |
| 2015–16   | Livadiakos/Salamina Livadion |

## Títulos por Equipo
| Club                         | Títulos | Años Campeón |
| ---------------------------- | ------- | ------------ |
| Livadiakos/Salamina Livadion | 1       | 2015–16      |